# Luke Humphries
Luke Humphries MBE (* 11. Februar 1995 in Newbury) ist ein englischer Dartspieler, der derzeit bei der PDC unter Vertrag steht. Seit seinem Weltmeistertitel bei der PDC-Weltmeisterschaft 2024 ist er Weltranglistenerster der PDC Order of Merit. Sein Spitzname Cool Hand Luke symbolisiert seine Nervenstärke.

## Karriere
Humphries erspielte sich ab 2017 mehrere Jugendtitel der PDC, avancierte 2022 zum Spitzenspieler der Pro Tour und errang 2023 seinen ersten Major-Titel. Im Jahr 2024 gewann er die PDC-Weltmeisterschaft.

### 2017 bis 2021
Humphries gewann fünf Events der PDC Development Tour 2017 und erspielte sich damit als bester Spieler der Development Tour eine Tour Card für die PDC Pro Tour 2018 und 2019. Gleichzeitig qualifizierte er sich erstmals für die Weltmeisterschaft, wo er in der Vorrunde ausschied. Bei der PDC World Darts Championship 2019 schlug er nach Siegen über Stephen Bunting und Dimitri Van den Bergh im Achtelfinale den amtierenden Weltmeister Rob Cross, im Viertelfinale unterlag er Michael Smith.
Bei der Premier League Darts 2019 durfte Luke Humphries als Contender für den verletzten Gary Anderson einspringen. Dabei gelang ihm ein 6:6-Unentschieden gegen Gerwyn Price. Mitte des Jahres legte Humphries offen, dass er es öfters mit Panik- und Angstattacken zu tun hatte, insbesondere vor großen Spielen. Im November 2019 gewann Humphries die PDC World Youth Championship, bei der er sich im Finale mit 6:0 gegen den Tschechen Adam Gawlas durchsetzte.  Bei der WM 2020 schaffte Humphries es erneut ins Viertelfinale, in dem er mit 3:5 gegen den späteren Weltmeister Peter Wright verlor.
Er nahm 2020 erneut als Challenger an der Premier League teil, dabei gelang ihm mit einem 7:5 gegen Gary Anderson als erstem und einzigem Challenger ein Sieg. Am 20. Oktober 2020 gewann Humphries die PDC Home Tour II. In der zweiten Runde der Weltmeisterschaft 2021 schied er nach 2:0-Führung überraschend gegen Paul Lim aus.
Bei den UK Open 2021 erreichte Humphries erstmals das Finale eines PDC-Major-Turniers. Er unterlag im Finale James Wade, zuvor hatte er im Halbfinale Michael van Gerwen besiegt.
Aufgrund dieser Finalteilnahme sicherte er sich einen Startplatz beim Grand Slam of Darts. Trotz zweier Siege konnte Humphries sich wegen der schlechteren Legdifferenz nicht für die K.o.-Phase qualifizieren und beendete die Gruppenphase auf Rang 3.

### 2022: Bester Spieler der European Tour
Bei der PDC World Darts Championship 2022 drang er bis ins Viertelfinale vor, wo ihn Gary Anderson mit 5:2 besiegte. Bei den Players Championships 2022 gewann er am 5. Februar das Players Championship 1 und damit seinen ersten Titel auf der PDC-Pro-Tour. Sein zweiter Titel folgte am 18. April mit dem German Darts Grand Prix. Ab dem 15. Mai avancierte Humphries endgültig zu einem Spitzenspieler der European Darts Tour 2022. Er gewann direkt nacheinander die Czech Darts Open und den European Darts Grand Prix, pausierte dann für ein Turnier und entschied das folgende European Darts Matchplay wieder für sich.
Nach diesen Erfolgen startete er auch ambitioniert in das World Matchplay 2022, verlor aber bereits in der ersten Runde gegen Nathan Aspinall. Auch beim World Grand Prix verlor er bereits sein erstes Spiel. In der European Tour Order of Merit konnte er hingegen den ersten Platz bis zum Ende der Saison halten und sich so auf Platz eins der Setzliste für die European Darts Championship qualifizieren. Dort schied er im Viertelfinale gegen Michael Smith aus. Beim Grand Slam of Darts 2022 war er in der Vorrunde Gruppenerster und schied erst im Halbfinale gegen Aspinall aus. Auch bei den Players Championship Finals 2022, in die er auf Platz zwei der Setzliste gestartet war, erreichte er das Halbfinale.

### 2023: Erste Major-Titel

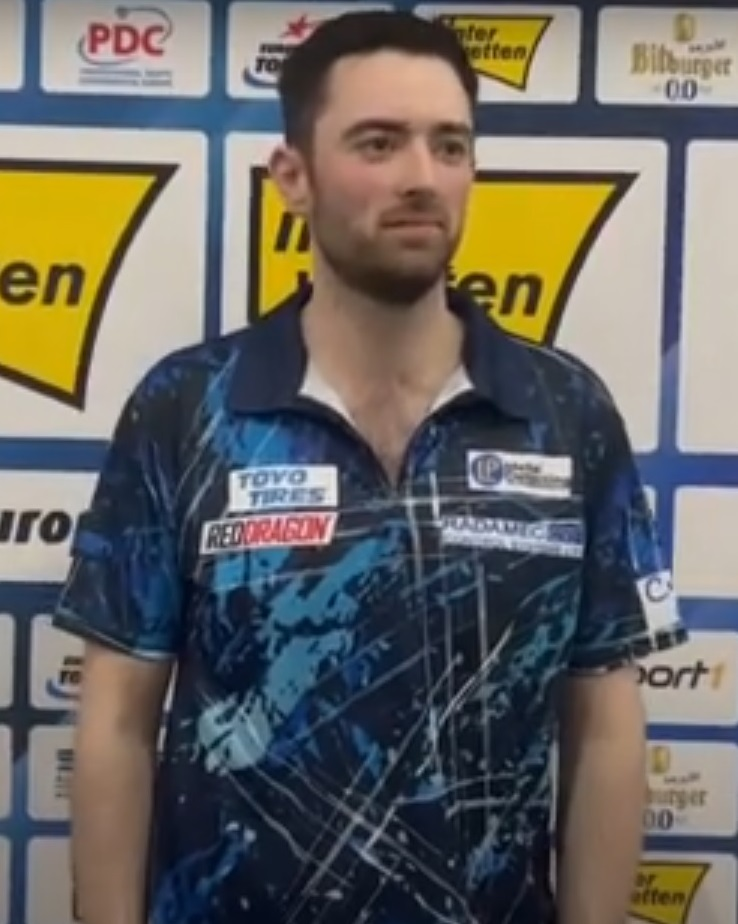
Luke Humphries (2023)

Bei der PDC World Darts Championship 2023 unterlag er im Achtelfinale Stephen Bunting. Bei The Masters 2023 schied er schon in der zweiten Runde gegen den späteren Turniersieger Chris Dobey aus. Entgegen einiger Prognosen wurde Humphries nicht für die Premier League 2023 nominiert, aber für jedes Turnier der World Series 2023; die Turniere in Australien und Neuseeland sagte er dabei ab.
Bei der erstmals ausgetragenen Baltic Sea Darts Open, dem ersten Event der European Darts Tour 2023, erreichte Humphries wieder das Finale, verlor aber gegen Dave Chisnall. Auch bei der Dutch Darts Championship 2023 unterlag er Chisnall im Finale, bei der Belgian Darts Open 2023 Michael van Gerwen und beim European Darts Grand Prix Rob Cross. Dieses Spiel war gleichzeitig das direkte Duell um Platz fünf der Order of Merit und damit die Stellung als zweitbester Engländer. Da Humphries verlor, nahm er nicht am World Cup of Darts 2023 teil. Beim European Darts Matchplay 2023 konnte er schließlich sein erstes European-Tour-Event des Jahres gewinnen; er wurde dabei nach Michael van Gerwen und Peter Wright zum dritten Spieler, der fünf oder mehr European-Tour-Finals in einem Jahr erreichen konnte.
Bei den UK Open 2023 erreichte er das Achtelfinale, beim World Matchplay 2023 und den World Series of Darts Finals 2023 das Halbfinale; damit hatte er in fünf verschiedenen Major-Turnieren mindestens das Halbfinale erreicht. Am 10. Juli gewann er das Players Championship 15 nach einem Finale gegen Dave Chisnall und am 4. September das Players Championship 20 gegen Kevin Doets. Bei der Hungarian Darts Trophy 2023 spielte sich Humphries zum sechsten Mal im Jahr in ein Finale der European-Tour und verlor trotz eines Neundarters zum dritten Mal gegen Dave Chisnall. Vier Tage später unterlag er diesem Angstgegner auch im Finale des Players Championship 23.
Beim World Grand Prix 2023 im Oktober konnte er durch Siege über Daryl Gurney, Luke Woodhouse, Peter Wright, Joe Cullen und Gerwyn Price schließlich den ersten Major-Titel seiner Karriere erringen. Einen guten Monat später war er auch beim Grand Slam of Darts 2023 erfolgreich. Im Finale konnte er Rob Cross mit 16:8 besiegen. Dabei spielte er einen Average von 104,69, Cross erreichte 103,61. Damit war der addierte Average von 208,30 der höchste in der Geschichte des Finales des Grand Slams. Genau eine Woche später gewann Humphries mit den Players Championship Finals 2023 seinen dritten Major-Titel.

### 2024: Weltmeister und Weltranglistenerster
Bei der Weltmeisterschaft 2024 startete Humphries als Weltranglistendritter. Nach Siegen über Lee Evans (3:0), Ricardo Pietreczko (4:3) und Joe Cullen (4:3) besiegte er im Viertelfinale Dave Chisnall (5:1) und im Halbfinale Scott Williams (6:0). Im Finale gegen Luke Littler setzte er sich mit 7:4 durch und wurde erstmals Weltmeister. Mit dem Finaleinzug erspielte er genügend Preisgeld, um nach Turnierende Weltranglistenerster der neuen PDC Order of Merit zu werden.
Beim The Masters verlor er bereits sein erstes Spiel gegen den späteren Turniersieger Stephen Bunting, bei den UK Open erreichte er hingegen das Finale, in dem er Dimitri Van den Bergh unterlag. Durch seine Position in der Order of Merit wurde Humphries für die Premier League Darts 2024 nominiert. Auf der European Tour gewann er den German Darts Grand Prix und die Czech Darts Open. Bei der Baltic Sea Darts Open spielte er sich bis ins Finale vor und verlor trotz eines Neundarters gegen Rob Cross. In der Premier League beendete er die Gruppenphase auf Platz zwei der Tabelle und spielte sich in den Play-offs bis ins Finale vor, wo er Luke Littler unterlag. Im Juni konnte er an der Seite von Michael Smith beim World Cup nach Siegen über Frankreich, Nordirland, Schottland und Österreich seinen fünften Major-Titel einfahren. Im Juli gewann er erstmals das World Matchplay, Finalgegner war Michael van Gerwen. Im August gewann er mit dem New Zealand Darts Masters erstmals ein Turnier auf der World Series of Darts. Im Oktober verlor er beim World Grand Prix im Finale gegen Mike De Decker. Im November siegte er bei den Players Championship Finals im Finale über Luke Littler, womit ihm die Titelverteidigung in einem Major-Turnier gelungen war.

### 2025: World Master und Premier League Champion

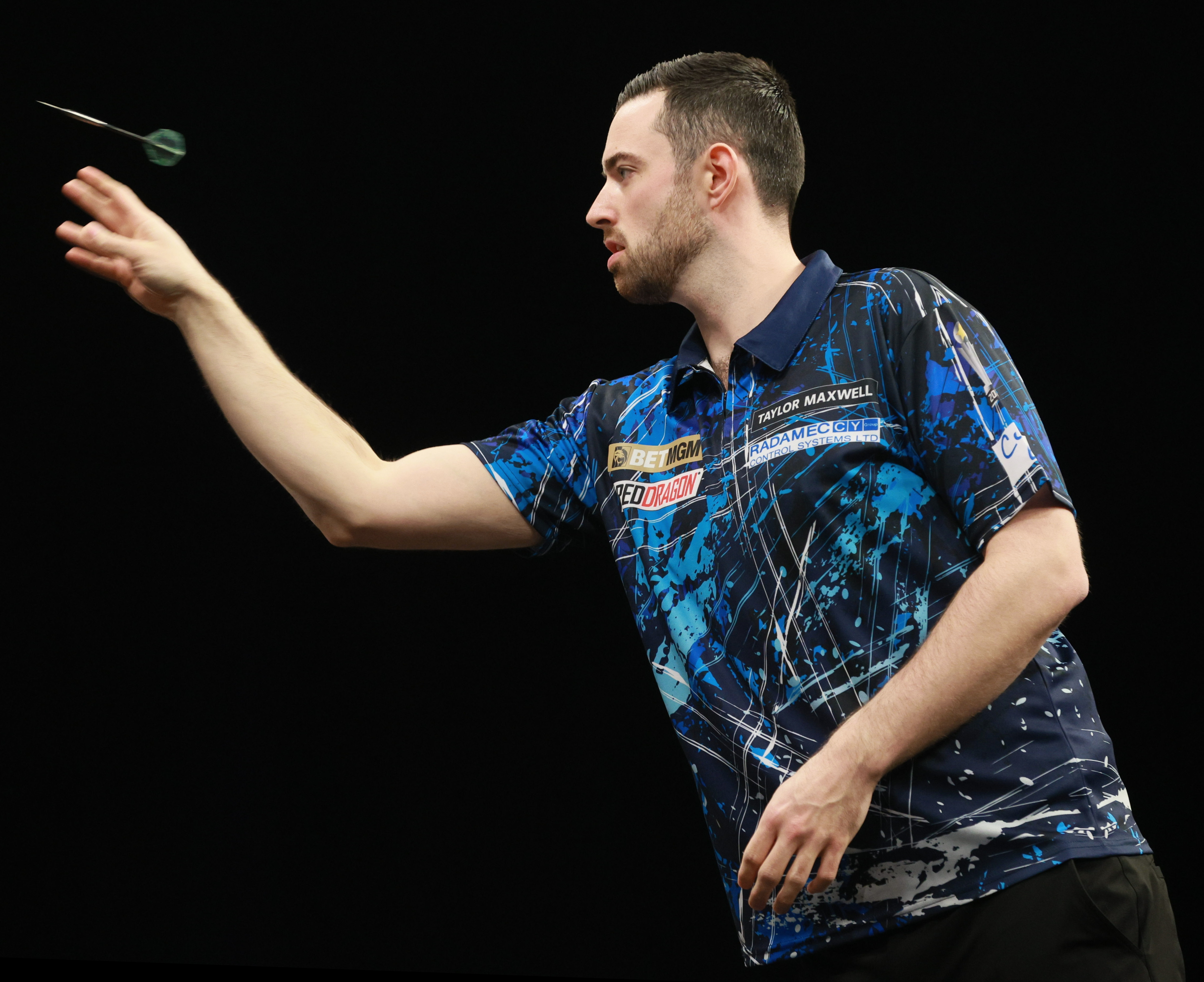
Humphries bei der Premier League Darts 2025 in Berlin

Seine Titelverteidigung bei der PDC World Darts Championship 2025 begann er mit einem souveränen Sieg über den Franzosen Thibault Tricole. Im Achtelfinale schied er jedoch gegen Peter Wright aus.
Beim neu strukturierten World Masters setzte er sich im Finale knapp gegen Jonny Clayton durch und gewann so einen weiteren Major-Titel. Als Weltranglistenerster war er für die Premier League qualifiziert. Er holte drei Tagessiege und belegte wie im Vorjahr in der Tabelle nach der Gruppenphase den zweiten Platz hinter Luke Littler. In den Play-offs gewann er sein Halbfinale mit 10:7 gegen Nathan Aspinall, worauf es erstmals in der Geschichte der Premier League zur Neuauflage des Vorjahresfinales kam. Diesmal setzte sich Humphries durch und besiegte Littler mit 11:8 Legs. Mit dem Turniersieg bei der Premier League wurde Humphries nach Phil Taylor, Michael van Gerwen und Gary Anderson der vierte Spieler, der sich die sogenannte Triple Crown erspielen konnte, also die drei prestigeträchtigsten PDC-Majorturniere (Weltmeisterschaft, World Matchplay, Premier League) gewinnen konnte. Im Juni gewann er mit dem US Darts Masters zum zweiten Mal ein Turnier auf der World Series of Darts.

## Auftreten und Spielweise
Humphries gilt als fairer Sportsmann und vorbildlich im Auftreten. Stets zeigt er sich auch in der Niederlage respektvoll und gibt Interviews mit Bedacht.
Am Board pflegt er einen schnellen, rhythmischen Spielstil.

## Weltmeisterschaftsresultate

### PDC-Junioren
- 2017: Halbfinale (5:6-Niederlage gegen  Dimitri Van den Bergh)
- 2018: 2. Runde (2:6-Niederlage gegen  Callan Rydz)
- 2019: Sieger (6:0-Sieg gegen  Adam Gawlas)

### PDC
- 2018: Vorrunde (0:2-Niederlage gegen  Jeff Smith)
- 2019: Viertelfinale (1:5-Niederlage gegen  Michael Smith)
- 2020: Viertelfinale (3:5-Niederlage gegen  Peter Wright)
- 2021: 1. Runde (2:3-Niederlage gegen  Paul Lim)
- 2022: Viertelfinale (2:5-Niederlage gegen  Gary Anderson)
- 2023: Achtelfinale (1:4-Niederlage gegen  Stephen Bunting)
- 2024: Sieger (7:4-Sieg gegen  Luke Littler)
- 2025: Achtelfinale (1:4-Niederlage gegen  Peter Wright)

## Turnierergebnisse
| Turnier                                    | 2018               | 2019               | 2020               | 2021               | 2022               | 2023               | 2024              | 2025 |
| ------------------------------------------ | ------------------ | ------------------ | ------------------ | ------------------ | ------------------ | ------------------ | ----------------- | ---- |
| PDC-Ranking-Turniere                       |                    |                    |                    |                    |                    |                    |                   |      |
| PDC World Championship                     | VR                 | VF                 | VF                 | 1R                 | VF                 | AF                 | S                 | AF   |
| World Masters                              | nicht ausgetragen  | nicht ausgetragen  | nicht ausgetragen  | nicht ausgetragen  | nicht ausgetragen  | nicht ausgetragen  | nicht ausgetragen | S    |
| UK Open                                    | 3R                 | 4R                 | 4R                 | F                  | 4R                 | AF                 | F                 | VF   |
| World Matchplay                            | nicht qualifiziert | nicht qualifiziert | nicht qualifiziert | AF                 | 1R                 | HF                 | S                 | 1R   |
| World Grand Prix                           | nicht qualifiziert | nicht qualifiziert | nicht qualifiziert | AF                 | 1R                 | S                  | F                 |      |
| Grand Slam of Darts                        | n/q                | n/q                | GP                 | GP                 | HF                 | S                  | GP                |      |
| European Darts Championship                | nicht qualifiziert | nicht qualifiziert | nicht qualifiziert | AF                 | VF                 | VF                 | VF                |      |
| Players Championship Finals                | n/q                | 1R                 | AF                 | AF                 | HF                 | S                  | S                 |      |
| PDC-Turniere ohne Einfluss auf das Ranking |                    |                    |                    |                    |                    |                    |                   |      |
| The Masters                                | nicht qualifiziert | nicht qualifiziert | nicht qualifiziert | nicht qualifiziert | AF                 | AF                 | AF                | n/a  |
| Premier League Darts                       | n/t                | C                  | C                  | nicht eingeladen   | nicht eingeladen   | nicht eingeladen   | F                 | S 1  |
| World Cup of Darts                         | nicht teilgenommen | nicht teilgenommen | nicht teilgenommen | nicht teilgenommen | nicht teilgenommen | nicht teilgenommen | S                 | AF   |
| World Series of Darts Finals               | nicht qualifiziert | nicht qualifiziert | nicht qualifiziert | nicht qualifiziert | nicht qualifiziert | HF                 | VF                |      |
| Jahresendplatzierung                       | 57                 | 35                 | 42                 | 19                 | 5                  | 3                  | 1                 |      |

| Legende zu den Turnierergebnissen | Legende zu den Turnierergebnissen | Legende zu den Turnierergebnissen | Legende zu den Turnierergebnissen | Legende zu den Turnierergebnissen | Legende zu den Turnierergebnissen | Legende zu den Turnierergebnissen | Legende zu den Turnierergebnissen | Legende zu den Turnierergebnissen | Legende zu den Turnierergebnissen |
| --------------------------------- | --------------------------------- | --------------------------------- | --------------------------------- | --------------------------------- | --------------------------------- | --------------------------------- | --------------------------------- | --------------------------------- | --------------------------------- |
| n/t                               | nicht teilgenommen                | n/q                               | nicht qualifiziert                | n/a                               | nicht ausgetragen                 | #R                                | Aus in jeweiliger Runde           | GP                                | Aus in der Gruppenphase           |
| AF                                | Achtelfinalist                    | VF                                | Viertelfinalist                   | HF                                | Halbfinalist                      | F                                 | Turnierfinalist                   | S                                 | Turniersieger                     |

## Titel

### PDC
- Majors
  - World Grand Prix: (1) 2023
  - Grand Slam of Darts: (1) 2023
  - Players Championship Finals: (2) 2023, 2024
  - PDC World Darts Championship: (1) 2024
  - World Cup of Darts: (1) 2024
  - World Matchplay: (1) 2024
  - World Masters: (1) 2025
  - Premier League: (1) 2025
- World Series of Darts
  - World Series of Darts 2024: (1) New Zealand Darts Masters
  - World Series of Darts 2025: (1) US Darts Masters
- Pro Tour
  - Players Championships
    - Players Championships 2022: 1
    - Players Championships 2023: 15, 20
    - Players Championships 2024: 26

  - European Darts Tour
    - European Darts Tour 2022: (4) German Darts Grand Prix, Czech Darts Open, European Darts Grand Prix, European Darts Matchplay
    - European Darts Tour 2023: (1) European Darts Matchplay
    - European Darts Tour 2024: (2) German Darts Grand Prix, Czech Darts Open
- Secondary Tour Events
  - PDC Challenge Tour
    - PDC Challenge Tour 2017: 12

  - PDC Development Tour:
    - PDC Development Tour 2017: 1, 4, 9, 16, 20
    - PDC Development Tour 2018: 7, 13, 17
    - PDC Development Tour 2019: 11, 17, 20

- Weitere
  - 2019: PDC World Youth Championship
  - 2020: PDC Home Tour II

## Trivia
Humphries ist Fan des nordenglischen Fußballvereins Leeds United. Nach eigener Aussage ist sein Vorname ein Akronym für den Begriff Leeds United, Kings of Europe. Mit seiner Verlobten Kayley hat er einen gemeinsamen Sohn.